# 라바 레코드
라바 레코드(Lava Records)는 미국의 음반사이다.
원래 워너 뮤직 그룹 산하의 애틀랜틱 레코드 그룹에 속해 있었으나, 2009년 유니버설 뮤직 그룹에 인수되어, 리퍼블릭 레코드의 자회사가 되었다.
대표적인 아티스트로는 심플 플랜, 스킬렛, 제시 제이, 키드 락 등이 있다.

## 소속 아티스트
- 심플 플랜
- 스킬렛
- 제시 제이
- 키드 락
- 싸이